# Negreta pitblanca
La negreta pitblanca és una espècie comuna d'estríldids que viu en boscos d'Angola, Benín, Camerun, República Centreafricana, República del Congo, República Democràtica del Congo, Costa d'Ivori, Guinea Equatorial, el Gabon, Ghana, Guinea, Kenya, Libèria, Mali, Nigèria, Ruanda, Sierra Leone, Tanzània i Uganda. El seu estatus de conservació s'ha avaluat com de baixa preocupació (LC).